# Meillonnas
Meillonnas är en kommun i departementet Ain i regionen Auvergne-Rhône-Alpes i östra Frankrike. Kommunen ligger  i kantonen Treffort-Cuisiat som ligger i arrondissementet Bourg-en-Bresse. Kommunens areal är 17,74 km². År 2022 hade Meillonnas 1 383 invånare.

## Befolkningsutveckling
Antalet invånare i kommunen Meillonnas
Referens: INSEE